# Jane e Herondy
Jane e Herondy é uma dupla musical brasileira de grande sucesso na década de 1970, formada pelo casal, Jane Moraes e Jose Roberto Bueno de Lima, o Herondy.
Ficaram conhecidos pelo país ao gravarem a canção "Não Se Vá", pela qual são lembrados até hoje. Além disso, a aparição do casal em grandes programas de televisão os levou ao grande sucesso. Atualmente o casal continua fazendo shows mas com um ritmo bastante reduzido comparado ao auge da carreira.

## Biografia
Paulistas, Jane e Herondy se conheceram em Curitiba. O estilo romântico da dupla os levou rapidamente ao topo das paradas de sucesso, principalmente após o lançamento de "Não Se Vá" em 1977, levando-os, inclusive, ao mercado internacional. Na época, o casal viajou o país fazendo shows, participando também de programas de televisão como o Qual é a Música?, Globo de Ouro, o Cassino do Chacrinha, Amigos e Sucessos e o Almoço com as Estrelas. Famosos por exprimir o amor que sentiam um pelo outro em belas canções, a dupla Jane e Herondy ganhou vários prêmios e gravaram mais de 50 discos. contendo grandes sucessos tais como "Índia", "Amigos para Sempre", "Fascinação" e "Dois Num Só Coração".
Em 1985, o casal sofreu um acidente de carro na Rodovia Anhanguera, no retorno de um show. Após alguns anos, a dupla tentou retornar à carreira, mas o sucesso então feito pela música sertaneja os fez recuar, já que o gênero não se encaixava no estilo musical da dupla.
Após 33 anos de união, o casal decidiu se divorciar. Mas em 2010, após estarem separados por cerca de cinco anos, reconciliaram-se e voltaram aos palcos.
Em 21 de maio de 2010, alguns dias após o retorno à carreira, Herondy sofreu um AVC durante uma turnê na cidade de Aracaju, sendo levado às pressas no Hospital São Lucas. Após quatro dias, o cantor recebeu alta.
Jane Moraes, como é chamada nas apresentações solo, continua fazendo shows, interpretando clássicos da Bossa Nova e do jazz. Entretanto, o casal também faz shows juntos, cantando suas canções e também clássicos da MPB.